# 63:e gardesskyttedivisionen
63:e gardesskyttedivisionen (ryska: 63-я гвардейская стрелковая дивизия) var en sovjetisk division som deltog i Andra världskriget.
Stridsperioden – den 19 januari 1943 – den 9 maj 1945.

## Historia
Divisionen skapades som 136:e skyttedivisonen i mars 1942. Den 18 januari 1943 efter hårda strider lyckades ryska arméer bryta sig genom tyskarnas försvar och häva Leningrads belägring. Nästa dag erhöll divisionen gardesstatus för sina insatser och den 6 februari 1943 fick dess regementen nya nummer.
I februari 1943 deltog 63:e gardesskyttedivisionen i strider vid Krasnij Bor, strax söder om Leningrad. I början av 1944 inledde Röda Armén en stor offensiv. 63:e gardesskyttedivisionen visade prov på höga stridsfärdigheter genom att två av dess regementen samtidigt anföll den 19 januari och kunde ta Krasnoje Selo. I februari nådde divisionen Narva. Senare blev den förflyttad norr ut till gränsen mot Finland där den deltog under juni och juli i striderna mot finländska trupper på Karelska näset. När Finland drog sig ur kriget, förflyttades divisionen till Baltikum och i oktober 1944 deltog den i befriandet av Riga. Senare var divisionen med vid blockering av tyska trupper i Kurland och mötte freden där i maj 1945. Den 8 juli 1945 deltog 63:e gardesskyttedivisionen i firandet av segern genom att paradera genom Leningrad så som en av de divisioner som bröt stadens belägring.

## Organisation
- 188:e gardesskytteregementet
- 190:e gardesskytteregementet
- 192:a gardesskytteregementet
- 133:e gardesartilleriregementet
- 68:e avdelta gardespansarvärnsbataljonen
- 79:e gardesluftvärnsbatteriet (till 10.02.1943)
- 66:e gardesspaningskompaniet
- 73:e gardesingenjörbataljonen
- 93:e gardessignalbataljonen (från 10.05.1943 till 05.11.1944 – 93:e gardessignalkompaniet)
- 573:e (70:e) sjukvårdsbataljonen
- 67:e avdelta gardesskyddskompaniet
- 643:e (64:e) transportkompaniet
- 642:e (69:e) fältbageriet
- 656:e (62:a) divisionsveterinärsjukhuset
- 31:a fältpoststationen
- 863:e fältavdelningen av Statsbanken

## Befälhavare
- Simonjak Nikolaj Pavlovitj (19 januari 1943 – 19 april 1943), generalmajor.
- Stjeglov Afanasij Fjodorovitj (20 april 1943 – 5 oktober 1944), överste (generalmajor från den 3 juni 1944).
- Afanasjev Anatolij Georgijevitj (6 oktober 1944 – 9 maj 1945), överste.